# 別洛亞爾斯克核能發電廠
別洛亞爾斯克核能發電廠（俄语： 俄语发音ⓘ），即庫爾恰托夫別洛亞爾斯克核能發電廠，是蘇聯第二座達到商業規模的核能發電廠，坐落於俄羅斯的扎列奇內，而扎列奇內這個城鎮也因為核能發電廠而發展起來，最接近的大城是斯維爾德洛夫斯克州的首府葉卡捷琳堡。核电站以苏联核物理学家伊格爾·瓦西里耶維奇·庫爾恰托夫命名。

## 早期反應堆

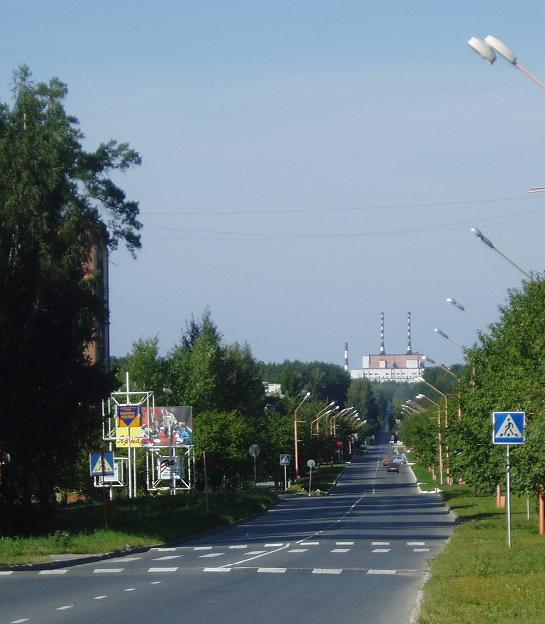
核反應爐1號機、2號機

別洛亞爾斯克核能發電廠最早的兩個核反應堆分別被稱作AMB-100反應堆（1964～1983年運作）、AMB-200反應堆（1967～1989年）。兩座核反應爐均為超臨界水反應爐。1號機使用67噸的純度1.8%的鈾燃料棒、2號機使用50噸純度3%的鈾燃料棒；發電方式分別使用間接蒸氣循環系統、直接蒸氣循環系統。
這座核能發電廠與美國碼頭市核電站都是作為一個國家商轉核電廠的原型。主要創新之處在於使用熱蒸汽通過渦輪機，從而比早先的奥布宁斯克核电站有更高的發電效率。1號機可以產生約285 MW的熱能並有100 MW被轉換為電力，2號機使用雙渦輪機，發電效率也相當於36%。

## 後期反應堆

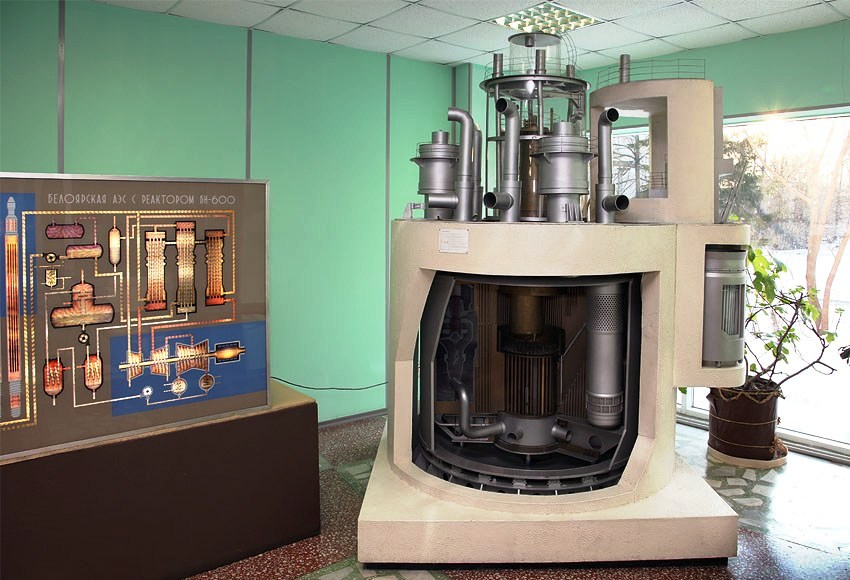
BN-600核反應爐的剖面圖

目前仍有2座核反應爐在運作，BN-600屬於快中子增殖反應爐，可以產生600 MW的發電量、BN-800也屬於快中子增殖反應爐堆，更可以產出880 MWe的發電量，也是全世界最大的快中子增殖反應爐。BN-600核反應爐串接3條蒸汽管線、爐心高1.03（41英寸）、直徑2.05（81英寸）。BN-600核反應爐使用純度17～26%的235鈾，相比其他俄羅斯的核反應爐3～4%235鈾高出許多，另外BN-600使用液態鈉作為冷卻劑，另外與大多數俄羅斯核反應爐都沒有核反應爐安全殼。

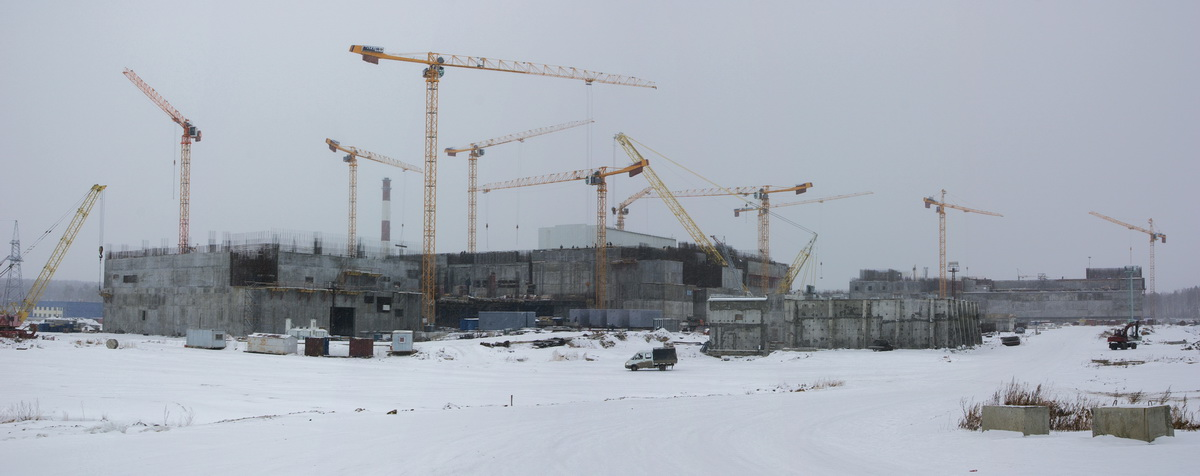
建造中的BN-800核反應爐

BN-800核反應爐建於1987年、並於1988年於抗議中被迫停工，不過在鲍里斯·尼古拉耶维奇·叶利钦的支持下於1992年重新開工，又因為財政困難使得工程進度緩慢，最後終於1兆俄羅斯盧布才建造完成，也因為工程的延期，使得BN-600核反應爐延長使用年限來應付中間的發電斷層。2014年6月27日，BN-800核反應爐開始運作，也是目前唯一有在運轉快中子增殖反應爐的國家不過由於燃料棒升級工程，在2015年7月31日將發電效率降至0.13%的最低運轉狀態，直到2015年12月才連接上俄羅斯國家電網，也因此正式商轉日被推遲至2016年年底。
| 反應爐 | 型態    | 發電量（MW） | 開工日期     | 臨界日期       | 停止運轉     |
| ------ | ------- | ------------ | ------------ | -------------- | ------------ |
| 1      | AMB-100 | 108          | 1958年6月1日 | 1964年4月26日  | 1983年1月1日 |
| 2      | AMB-200 | 160          | 1962年1月1日 | 1967年12月29日 | 1990年1月1日 |
| 3      | BN-600  | 600          | 1969年月1日  | 1980年4月8日   |              |
| 4      | BN-800  | 864          | 1987年       | 2014年6月27日  |              |
| 5      | BN-1200 | 1,220        | 2025年       | 2030年         |              |